# Escuela genovesa

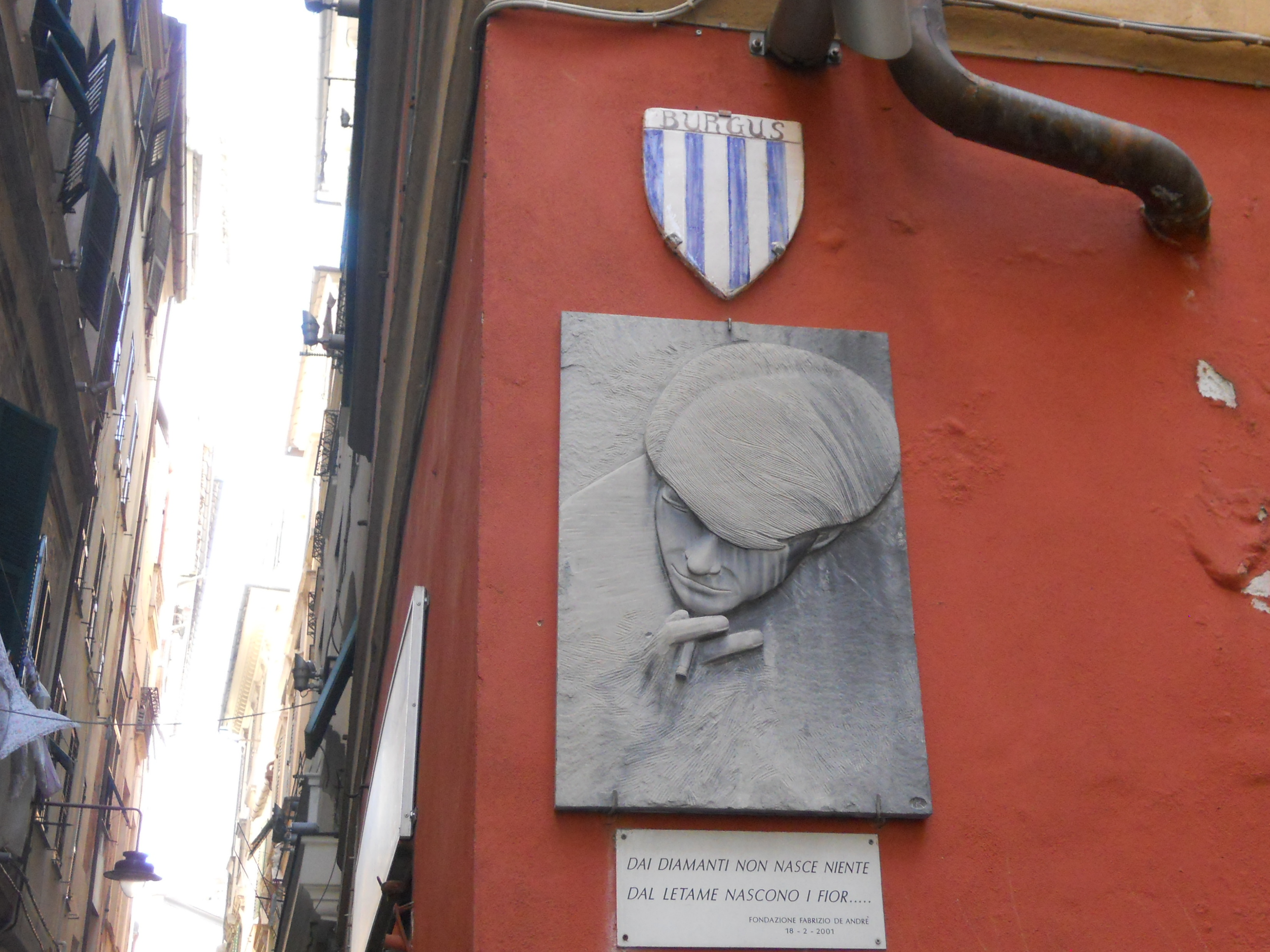
Placa conmemorativa de Fabrizio De André en la Via del Campo de Génova, calle a la que el cantautor, uno de los principales exponentes de la escuela genovesa, dedicó una célebre canción.

La escuela genovesa (en italiano: scuola genovese) es un movimiento cultural y artístico que se desarrolló, a partir de los años sesenta del siglo xx, en la ciudad de Génova, y que está vinculado fundamentalmente a la canción de autor italiana.

## Historia
Entre los cantantes y exponentes musicales de la llamada «escuela histórica», que cosechó éxitos a partir de los años sesenta, se encuentran Umberto Bindi, Fabrizio De André, Bruno Lauzi, Gino Paoli, Giorgio Calabrese y Luigi Tenco. También tuvieron un papel importante los hermanos Gian Franco y Gian Piero Reverberi, músicos y arreglistas genoveses que promocionaron a varios cantautores de la primera generación, haciendo que produjeran en Milán.
Todos estos artistas crecieron musicalmente en Génova, ciudad donde habían nacido o a la que se habían trasladado cuando eran niños. En los años sesenta, solían encontrarse en el barrio genovés de Foce y, en particular, en el bar Igea (que inspiró a Gino Paoli para la canción Quattro amici al bar de 1991), situado en la esquina de la Via Casaregis con la Via Cecchi (posteriormente renombrado Roby Bar y actualmente llamado Mini Mixing Bar).

### Influencia cultural

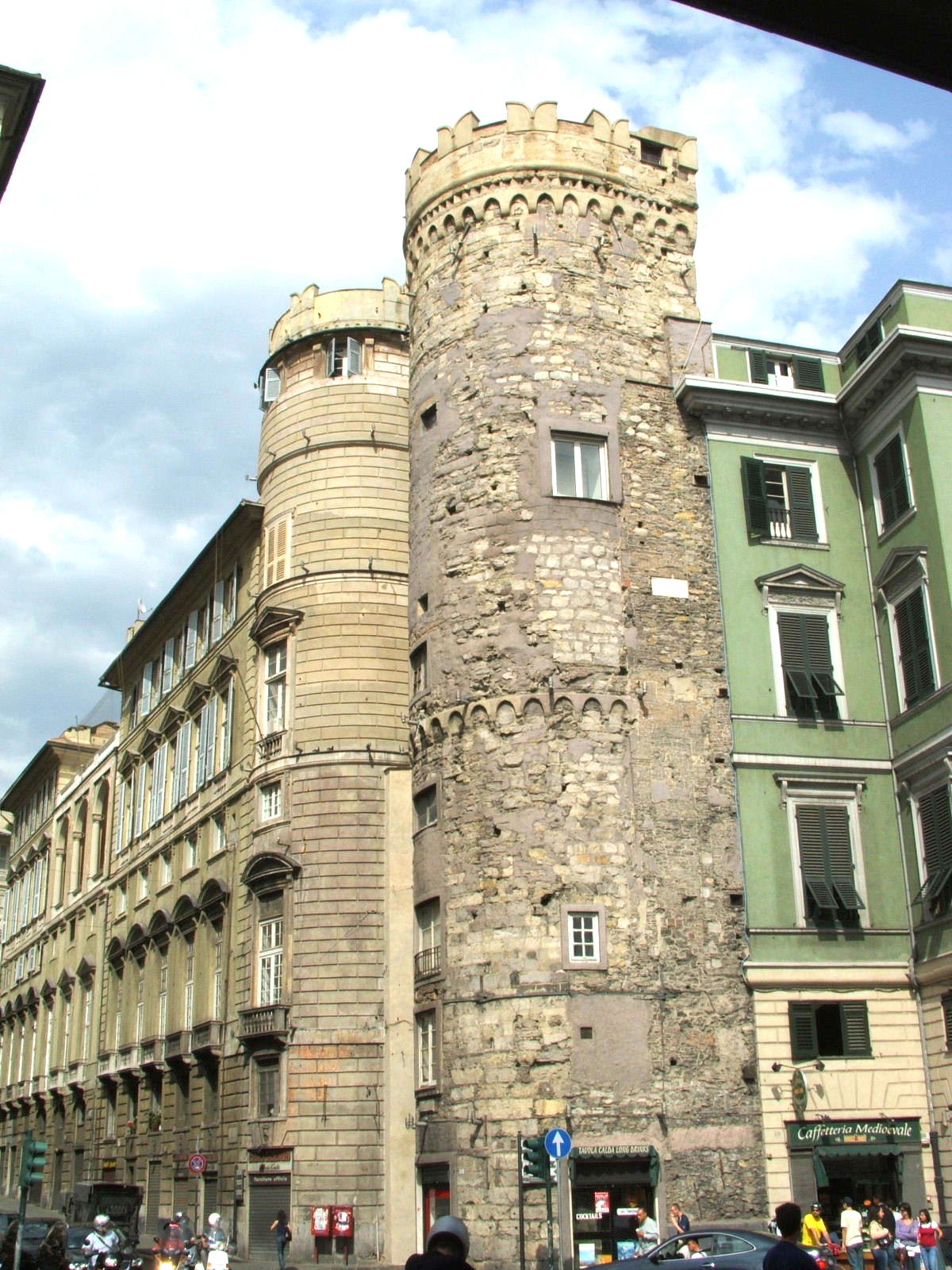
El inicio de la Via del Campo de Génova, a la que Fabrizio De André le dedicó una célebre canción.

Este movimiento supuso «una profunda ruptura con la música tradicional italiana», lograda principalmente a través de un diferente enfoque estilístico, más sofisticado y ecléctico, además del uso de un lenguaje más realista, afrontando una variedad de temas que iban desde el sentimiento hasta las experiencias existenciales, pasando por la política, la ideología, la guerra y la marginación, con fuertes toques individualistas que recuerdan con frecuencia a los tonos del existencialismo francés.
Las influencias culturales de la escuela genovesa son muy variadas, desde la tradición literaria y musical italiana y ligur (Camillo Sbarbaro, Cesare Pavese, Giorgio Caproni o Riccardo Mannerini) hasta la literatura francesa e inglesa de principios del siglo xx (Jean-Paul Sartre o Raymond Queneau), desde la filosofía anárquica (en particular Tenco, De André y Paoli) hasta la liberal (Lauzi), y desde la música francesa de Charles Aznavour, Jacques Brel o Georges Brassens hasta el folk estadounidense de Bob Dylan. Entre los exponentes literarios de la generación beat que también inspiraron a la escuela genovesa podemos mencionar a Allen Ginsberg, Jack Kerouac, William Burroughs y Gregory Corso. En particular, tanto Lauzi como De André dedicaron buena parte de su producción musical a la narración de la propia ciudad de Génova, utilizando el idioma ligur en varias de sus canciones; ejemplos clásicos de este aspecto son los célebres temas Genova per noi (Bruno Lauzi, pero escrita por el piamontés Paolo Conte, 1975) y Crêuza de mä (Fabrizio De André, 1984). El mar de Liguria es otro tema recurrente para todos los cantautores de la escuela genovesa, que lo citan con mucha frecuencia en sus canciones.

### La escuela genovesa se amplía
Inicialmente utilizada para referirse al núcleo histórico, con el tiempo la expresión se ha ampliado, pasando a incluir primero a otros cantautores genoveses de la primera generación, como Vittorio De Scalzi (cantautor y coautor de canciones con Fabrizio de André), los New Trolls, los Ricchi e Poveri y los Matia Bazar, y posteriormente también a los exponentes de la nueva generación de la escuela genovesa, los primeros de los cuales fueron Ivano Fossati y Francesco Baccini, seguidos por Max Manfredi, Federico Sirianni, Cristiano De André y otros. También estuvieron vinculados a este ambiente multicultural la escritora Fernanda Pivano, que tradujo al italiano la Antología de Spoon River, obra en la que se basó De André para su álbum Non al denaro non all'amore né al cielo, y el actor Paolo Villaggio, que fue amigo íntimo de De André y escribió la letra de algunas de sus canciones (como Carlo Martello ritorna dalla battaglia di Poiters e Il fannullone).